# Maison devant la Sainte-Victoire, près de Gardanne
Maison devant la Sainte-Victoire, près de Gardanne est un tableau réalisé vers 1885 par le peintre français Paul Cézanne. De format horizontal, cette huile sur toile est un paysage qui représente une maison près de Gardanne, dans les Bouches-du-Rhône, avec derrière elle pour horizon la montagne Sainte-Victoire. Reçue en don en 1945, l'œuvre est conservée au musée d'Art d'Indianapolis, à Indianapolis, dans l'Indiana, aux États-Unis.